# Яков Матакиев
Яков Димитров Матакиев е български ообщественик, политик и революционен деец. Роден е на 13 септември 1852 г. в Татар Пазарджик.

## Животопис
Получава първоначалното си образование в родния си Татар Пазарджик и завършва гимназия в град Табор, днес в Чехия. След това учителства в Пазарджик, заедно с Константин Величков. Това е времето на най-трескавата революционна дейност, когато се подготвя Априлското въстание.
Всички по-будни учители участват в революционната организация, между които е и Яков Матакиев като председател на Пазарджишкия революционен комитет. Всички тайни събрания се провеждат в неговата къща, цялата кореспонденция е отправяна от него, и когато се очаква Бенковски да обяви въстанието, организацията е парализирана. В Перущица, прогласила вече бунта, е убит учителят Петър Бонев и у него властта намира едно писмо от Матакиев. На другия ден Яков, брат му Петър, баща му Матаки, К. Величков и много други са оковани във вериги и откарани в Пловдивския затвор. Там, след дълги разследвания, баща му и брат му били освободени, а Яков, Константин Величков и другите членове на организацията, са откарани в Одринския затвор. Младите патриоти знаят какви доказателства държи властта в ръцете си и са уверени, че или ще умрат на бесилката или ще изгният в азиатските зандани.
Членовете на комитета са освободени по силата на амнистията, наложена вследствие на Цариградската конференция от 1876 – 1877 г. След освобождаването си Матакиев заминава за Цариград, където постъпва в редакцията на вестник „Право“, издаван от Иван Найденов. При обявяването на Освободителната война (1877 – 1879), бяга по море в Румъния, от където се връща в България заедно с руските войски.

### Политическа кариера
За времето на цялото същестуване на Източна Румелия Яков Матакиев е избиран за народен представител и се числи към партията, която в началото се наричала Гешова, а от 1884 г. (когато започва пропаганда за Съединението) – Съединистка партия.
Едновременно с това Матакиев е и председател на Пазарджишкия окръжен съд.
След Съединението Яков Матакиев е избиран за народен представител до 1893 г., а след това – и в изборите в 1899, 1903, 1914 г. В Народното събрание е избран за подпредседател.
След падането на Стефан Стамболов (1895) изпада в немилост и е подложен на преследвания, претърпява неуспешен опит за убийство.